# (894) Эрда
(894) Эрда (лат. Erda) — астероид главного пояса астероидов. Астероид был открыт 4 июня 1918 года немецким астрономом Максимилианом Вольфом в Гейдельбергской обсерватории на юго-западе Германии и назван в честь скандинавской богини земли — Ёрд.

## Физические характеристики
По полученным кривым блеска был определён период вращения астероида, равный 4,6897 часам, но разница блеска разных краёв небольшая. Это означает, что форма астероида практически шарообразная, и на поверхности нет ярких особеностей.
На основе данных об альбедо был получен размер астероида -диаметр 28,309 км.